# Johan Fägerskiöld
Johan Fägerskiöld, född 1648, död 8 januari 1705, var en svensk friherre och militär.
Johan Fägerskiöld var son till ryttmästare Lars Fägerskiöld och Margareta Rutensköld samt bror till Fromhold Fägerskiöld. Han blev fänrik vid Älvsborgs regemente 1669, löjtnant vid Hälsinge regemente samma år och kapten vid samma regemente 1673. 1677 Fägerskiöld blev 1677 ryttmästare vid Livregementet till häst, 1678 generaladjutant vid skånska armén 1678 och 1680 överstelöjtnant vid Älvsborgs regemente. Han var överste och chef för Västgöta-Dals regemente 1691–1705. Fägerskiöld upphöjdes 1691 till friherre tillsammans med sin bror och introducerades 1693. År 1693 blev han vice landshövding i Älvsborgs län.